# Beocija
Beocija (tudi Bojotija; Voiotía ali Boecija) je pokrajina in okrožje v osrednji Grčiji, med Evbojskim in Korintskim zalivom, severno od Aten na polotoku Atika.
Beocija je 3170 km² velika pokrajina z okoli 120.000 prebivalci in glavnim mestom Livadeia (okoli 18.000 prebivalcev). Beocija je središče območja na katerem prideljujejo bombaž.

## Zgodovina
V Antiki je bilo v Beociji več uspešnih mest; Tebe, Tangara, Orhomen in Plateja. Okoli leta 1000 pr. n. št. so Bojčani vdrli na območje, ki ga je naseljevalo mikensko prebivalstvo.  Tebe so bile že v času mikenske dobe pomembno mesto, ki ga je po legendi ustanovil kralj Kadem. Od 6. stoletja pr. n. št. je bila Beocija zvezna država 15 mest pod vodstvom Teb, v 4. stoletju pr. n. št. pa je postala pomembna politična in vojaška sila. Na prehodu iz 3. v 2. stoletje pr. n. št. so njeni vojaki pomagali Makedoncem v bojih z Rimljani, leta 146 pr. n. št. pa je bila Beocija podrejena provinci Makedoniji. V zgodnjem grškem obdobju je bila Beocija kulturno pomembna, pozneje pa je pregovorno veljala za zaostalo pokrajino.
Pri Plateji je bila leta 479 pr. n. št. bitka med Perzijci in Grki. V Tangari pa je bilo središče proizvodnje antičnih glinenih figuric. Skozi stoletja mesta v Beociji počasi propadajo in v 1. stetju pr. n. št. so že vsa upostošena in zravnana z zemljo.
Krščanski zgodovinski viri navajajo, da je v Beociji v 1. stoletju umrl sveti Luka, sicer doma iz Antiohije v Siriji, ki mu pripisujejo avtorstvo Evangelija po Luku in Apostolska dela.